# Reinhild Böhnke
Reinhild Böhnke (* 25. Dezember 1944 in Bautzen) ist eine deutsche Germanistin und literarische Übersetzerin.

## Leben
Reinhild Böhnke studierte an der Karl-Marx-Universität Leipzig Germanistik und Anglistik. Mit einer Promotion A über Antonyme wurde sie 1972 von der Sektion Kulturwissenschaften und Germanistik promoviert. Sie ist Bearbeiterin eines deutsch-englischen Taschenwörterbuchs.
Seit dem Abschluss ihres Studiums ist Reinhild Böhnke als literarische Übersetzerin von Belletristik, Essays und Theaterstücken aus dem Englischen tätig. Renommierte Autoren, die sie – zum Teil mit ihrem Mann – übersetzt hat, sind Margaret Atwood, John Cheever, Nuruddin Farah, Brian Friel, Athol Fugard, D. H. Lawrence, Rebecca Miller, Chimamanda Ngozi Adichie, Junichiro Tanizaki und Mark Twain. Besonders bekannt geworden ist Reinhild Böhnke als Übersetzerin von J. M. Coetzee, dem heute in Australien lebenden Literatur-Nobelpreisträger von 2003. Für ihre Übersetzertätigkeit erhielt sie 2004 das Bundesverdienstkreuz am Bande.
Reinhild Böhnke ist Mitglied des Vereins „Die Fähre.“ Sächsischer Verein zur Förderung literarischer Übersetzung und im Verband deutschsprachiger Übersetzer literarischer und wissenschaftlicher Werke.
Böhnke ist mit dem Kabarettisten und Übersetzer Gunter Böhnke verheiratet und hat zwei Söhne. Sie lebt in Leipzig.

## Übersetzungen
- J. M. Coetzee
  - Die Schulzeit Jesu, S. Fischer, Frankfurt am Main 2018, ISBN 978-3-10-397309-9
  - Ein Haus in Spanien. Drei Geschichten. S. Fischer, Frankfurt 2017, ISBN 978-3-10-397278-8
  - Die Kindheit Jesu. Roman. S. Fischer, Frankfurt 2013, ISBN 978-3-10-010825-8
  - Die Farm. Reche, Neumarkt 2012, ISBN 978-3-929566-81-9
  - Sommer des Lebens. Roman. S. Fischer, Frankfurt 2010, ISBN 978-3-10-010835-7
  - Tagebuch eines schlimmen Jahres. S. Fischer, Frankfurt 2008, ISBN 3-10-010834-5
  - Was ist ein Klassiker? Essays. S. Fischer, Frankfurt 2006, ISBN 3-10-010818-3
  - Zeitlupe. Roman. Fischer, Frankfurt 2005, ISBN 3-10-010833-7
  - Die jungen Jahre. S. Fischer, Frankfurt 2002, ISBN 3-10-010819-1
  - Elizabeth Costello. Acht Lehrstücke. Fischer, Frankfurt 2004, ISBN 3-10-010820-5
  - Warten auf die Barbaren. Roman. Fischer, Frankfurt 2001, ISBN 3-10-010814-0
  - Das Leben der Tiere. Fischer, Frankfurt 2000, ISBN 3-10-010817-5
  - Der Junge. Eine afrikanische Kindheit. S. Fischer, Frankfurt 1998, ISBN 3-10-010811-6
  - Schande. Roman. S. Fischer, Frankfurt 2000, ISBN 3-10-010815-9

- Dannie Abse: Asche an eines jungen Mannes Ärmel. Roman. Nachbemerkung der Übersetzerin. Reclam, Leipzig 1991, ISBN 3-379-00676-9
- Chinua Achebe: Alles zerfällt. Übers. mit Uda Strätling. Fischer, Frankfurt 2012, ISBN 978-3-10-000540-3
- Chimamanda Ngozi Adichie: Heimsuchungen. Zwölf Erzählungen. Fischer, Frankfurt 2012, ISBN 978-3-10-000625-7
- Diana Athill: Irgendwo ein Ende: Vom guten Leben im Alter. Ullstein, Berlin 2010, ISBN 978-3-550-08838-4
- Margaret Atwood
  - DDR-Version: Strömung. Reclam, Leipzig 1979
  - BRD-Version: Der lange Traum. Roman. Claassen, Düsseldorf 1979, ISBN 3-546-41101-3[2]
- Gina Berriault: Lichter dieser Erde. Roman. S. Fischer, Frankfurt 1998, ISBN 3-10-005602-7
- Patrick Boyle: Nachts sind alle Katzen grau. Kurzgeschichten. Volk und Welt, Berlin 1986, ISBN 3-353-00053-4
- John Cheever: Kein schöner Land… Volk und Welt, Berlin 1984
- Jack Cope: Der zahme Büffel. Kurzgeschichten. Übers. mit Gunter Böhnke. Volk und Welt, Berlin 1976
- Sumner Locke Elliott: Fairyland. Roman. Rütten und Loening, Berlin 1994, ISBN 3-352-00472-2
- Nuruddin Farah: Netze. Übers. mit Gunter Böhnke. Suhrkamp, Frankfurt 2009, ISBN 978-3-518-42103-1
- Brian Friel: Stücke. Übers. mit Elisabeth Schnack, Horst H. Vollmer. Volk und Welt, Berlin 1977 (darin Übers. Böhnke: Crystal und Fox)
- Athol Fugard: Stücke. Verlag Volk und Welt, Berlin 1980
- Anna Funder: Alles was ich bin, Frankfurt, M : Fischer Taschenbuch, März 2017, ISBN 978-3-596-19328-8
- Mavis Gallant
  - Grünes Wasser, grüner Himmel. Roman. S. Fischer, Frankfurt 1997, ISBN 3-10-024410-9
  - Die Lage der Dinge. Erzählungen. S. Fischer, Frankfurt 1996, ISBN 3-10-024409-5
- Nancy Hayfield: Seitensprünge. Roman. Volk und Welt, Berlin 1984
- Susan Hill: Luft und Engel. Roman. Aufbau-Verlag, Berlin 1993, ISBN 3-351-02233-6
- Winifred Holtby: Die Leute von Kiplington. Roman. Übers. mit Gunter Böhnke. Volk und Welt, Berlin 1983.
- Henry James: Das Echte. Philipp Reclam jun., Leipzig 1982
- Margaret Laurence: Der Weltentrommler, in: „Gute Wanderschaft mein Bruder!“ Kanadische Anthologie. Hrsg. von Gottfried Friedrich, Walter E. Riedel. St. Benno Verlag, Leipzig 1986, S. 175–193
- D. H. Lawrence: Überlegungen zum Tod eines Stachelschweins. Essays. Reclam, Leipzig 1992, ISBN 3-379-01427-3
- Sarah Emily Miano: Rembrandt van Rijn. Roman. Fischer-Taschenbuch-Verlag, Frankfurt 2009, ISBN 978-3-596-15835-5.
- Rebecca Miller
  - Pippa Lee. Roman. Fischer Taschenbuch, Frankfurt 2009, ISBN 978-3-596-18065-3
  - Jacobs wundersame Wiederkehr. Fischer, Frankfurt 2015, ISBN 978-3-10-049021-6
- Farley Mowat: Gute Wanderschaft mein Bruder! In: „Gute Wanderschaft mein Bruder!“ Kanadische Anthologie. Hrsg. von Gottfried Friedrich, Walter E. Riedel. St. Benno Verlag, Leipzig 1986, S. 148–162
- Nana Oforiatta Ayim: Wir Gotteskinder. Penguin, München 2021, ISBN 978-3-328-60146-3.
- Evelin Sullivan: Lügen, nichts als Lügen. Reise durch ein vertrautes Land. DVA, München 2004, ISBN 3-421-05632-3.
- Junichiro Tanizaki: Die Traumbrücke. Verlag Volk und Welt, Berlin 1979.
- Mark Twain
  - Knallkopf Wilson. Eine Geschichte. Manesse, Zürich 2010, ISBN 978-3-7175-2200-3.
  - Wilson, der Spinner. Kriminalerzählung. Das Neue Berlin, Berlin 1986.
- H. G. Wells: Die Tür in der Mauer. Thienemanns, Stuttgart 1983, ISBN 3-522-71355-9.

## Weitere Werke
- Taschenwörterbuch deutsch-englisch. Mit etwa 15000 Stichwörtern. Bearb. Reinhild Böhnke. Verlag Enzyklopädie, Leipzig 1990, ISBN 3-324-00063-7
  - dasselbe: Deutsche Zentralbücherei für Blinde, Leipzig 1991, ISBN 3-7465-0041-9
- Aus dem Gehäuse hinaus in die Welt. Literarische Übersetzer in Sachsen, in: Souveräne Brückenbauer. 60 Jahre Verband der Literaturübersetzer. Hrsg. von Helga Pfetsch. Sonderheft von Sprache im technischen Zeitalter, SpritZ, hrsg. von Thomas Geiger u. a. Böhlau, Köln 2014, ISBN 978-3-412-22284-0 ISSN 0038-8475 S. 88–90